# Diamantino García
Pour les articles homonymes, voir García.
Diamantino García Acosta, né à Ituero de Azaba le 24 octobre 1943 et mort le 9 février 1995 à Séville, est un prêtre ouvrier, syndicaliste espagnol et figure des droits des ouvriers agricoles.
Connu sous le pseudonyme de Curé des pauvres, il est membre fondateur du Syndicat des ouvriers del Campo.

## Famille
Sa sœur Asunción est présidente de l'Asociación Pro Derechos Humanos del Menor (es).

## Biographie
Dans sa jeunesse, sa famille, originaire de la province de Salamanque, s'installe dans le quartier populaire du Cerro del Águila (es) de Séville, autour de la grande usine textile HYTASA.
Diamantino García passe son baccalauréat au lycée San Isidoro, puis étudie au séminaire de Séville afin d'être ordonné prêtre. Pour payer ses études, il travaille en tant qu'ouvrier à Barcelone, dans les mines des Asturies et dans une usine de conserves en Belgique. Après son ordination, il est envoyé dans la comarque Sierra Sur de Séville, avec trois autres collègues: Enrique Priego à Pedrera, Juan Heredia à Gilena, Miguel Pérez à Martín de la Jara.
Diamantino est chargé de Los Corrales, ville andalouse de 4 000 habitants. Il commence à exercer son activité au service des plus pauvres, avec d'autres curés comme Esteban Tabares, de la paroisse d'Aguadulce.
Remarquant les nombreux habitants de la ville qui émigrent en Navarre pour participer à la récolte de l'asperge, il décide de se joindre à eux en renonçant à son salaire de curé.
En 1976, sous la Transition démocratique, il fonde, avec un groupe de travailleurs dans lequel se trouvent Diego Cañamero et Juan Manuel Sánchez Gordillo, le Syndicat des ouvriers del Campo (SOC), acteur des luttes des travailleurs agricoles en Andalousie. 
En 1979, il se présente aux élections municipales.
En 1991, il fonde l'Asociación Andaluza de Derechos Humanos (es) (Association Andalouse des Droits Humains). Il en est le président jusqu'à sa mort, en 1995.